# Lista över fornlämningar i Uppsala kommun
Lista över fornlämningar i Uppsala kommun är en förteckning av ett urval av de fornlämningar som finns i Uppsala kommun.

## Almunge
Se Lista över fornlämningar i Uppsala kommun (Almunge)

## Balingsta
Se Lista över fornlämningar i Uppsala kommun (Balingsta)

## Björklinge
Se Lista över fornlämningar i Uppsala kommun (Björklinge)

## Bladåker
Se Lista över fornlämningar i Uppsala kommun (Bladåker)

## Bälinge
Se Lista över fornlämningar i Uppsala kommun (Bälinge)

## Börje
Se Lista över fornlämningar i Uppsala kommun (Börje)

## Dalby
Se Lista över fornlämningar i Uppsala kommun (Dalby)

## Danmark
Se Lista över fornlämningar i Uppsala kommun (Danmark)

## Faringe
Se Lista över fornlämningar i Uppsala kommun (Faringe)

## Funbo
Se Lista över fornlämningar i Uppsala kommun (Funbo)

## Hagby
Se Lista över fornlämningar i Uppsala kommun (Hagby)

## Jumkil
Se Lista över fornlämningar i Uppsala kommun (Jumkil)

## Järlåsa
| Namn                         | Lämningstyp  | Tillkomsttid | Historisk indelning | Plats | Läge                 | ID-nr          | Bild                                 |
| ---------------------------- | ------------ | ------------ | ------------------- | ----- | -------------------- | -------------- | ------------------------------------ |
| Jarlens grav (Järlåsa 4:1)   | Röse         |              | Järlåsa, Uppland    |       | 59.933250, 17.218990 | 10024600040001 | Ladda upp en bild av detta fornminne |
| Järlåsa 20:1                 | Gravfält     |              | Järlåsa, Uppland    |       | 59.920283, 17.175323 | 10024600200001 | Ladda upp en bild av detta fornminne |
| Järlåsa 22:1                 | Kyrka/kapell |              | Järlåsa, Uppland    |       | 59.912853, 17.218115 | 10024600220001 | Ladda upp en bild av detta fornminne |
| Tingshällarna (Järlåsa 27:1) | Stenkrets    |              | Järlåsa, Uppland    |       | 59.900891, 17.208860 | 10024600270001 | Ladda upp en bild av detta fornminne |
| Tingshällarna (Järlåsa 27:2) | Stensättning |              | Järlåsa, Uppland    |       | 59.900808, 17.209559 | 10024600270002 | Ladda upp en bild av detta fornminne |
| Tingshällarna (Järlåsa 27:3) | Stensättning |              | Järlåsa, Uppland    |       | 59.900719, 17.209411 | 10024600270003 | Ladda upp en bild av detta fornminne |
| Järlåsa 31:1                 | Gravfält     |              | Järlåsa, Uppland    |       | 59.883064, 17.166257 | 10024600310001 | Ladda upp en bild av detta fornminne |
| Järlåsa 78:1                 | Stensättning |              | Järlåsa, Uppland    |       | 59.913807, 17.212187 | 10024600780001 | Ladda upp en bild av detta fornminne |
| Järlåsa 80:1                 | Hög          |              | Järlåsa, Uppland    |       | 59.910668, 17.196574 | 10024600800001 | Ladda upp en bild av detta fornminne |

## Knutby
Se Lista över fornlämningar i Uppsala kommun (Knutby)

## Lena
Se Lista över fornlämningar i Uppsala kommun (Lena)

## Läby
Se Lista över fornlämningar i Uppsala kommun (Läby)

## Ramsta
Se Lista över fornlämningar i Uppsala kommun (Ramsta)

## Rasbo
Se Lista över fornlämningar i Uppsala kommun (Rasbo)

## Rasbokil
Se Lista över fornlämningar i Uppsala kommun (Rasbokil)

## Skogs-Tibble
Se Lista över fornlämningar i Uppsala kommun (Skogs-Tibble)

## Skuttunge
Se Lista över fornlämningar i Uppsala kommun (Skuttunge)

## Stavby
Se Lista över fornlämningar i Uppsala kommun (Stavby)

## Tensta
Se Lista över fornlämningar i Uppsala kommun (Tensta)

## Tuna
Se Lista över fornlämningar i Uppsala kommun (Tuna)

## Uppsala
Se Lista över fornlämningar i Uppsala kommun (Uppsala)

## Uppsala-Näs
Se Lista över fornlämningar i Uppsala kommun (Uppsala-Näs)

## Vaksala
Se Lista över fornlämningar i Uppsala kommun (Vaksala)

## Viksta
Se Lista över fornlämningar i Uppsala kommun (Viksta)

## Vänge
Se Lista över fornlämningar i Uppsala kommun (Vänge)

## Västeråker
Se Lista över fornlämningar i Uppsala kommun (Västeråker)

## Ärentuna
Se Lista över fornlämningar i Uppsala kommun (Ärentuna)

## Åkerby
Se Lista över fornlämningar i Uppsala kommun (Åkerby)

## Åland
Se Lista över fornlämningar i Uppsala kommun (Åland)